# عش
عش روستای کوچکی از توابع شهر دبا الفجیره در نوار ساحلی کرانهٔ
دریای عمان از توابع امارت فجیره از امارات هفتگانه دولت امارات متحده عربی واقع شده‌است. روستایی زیبا وکوهستانی است که در ارتفاع ۶۰۰ متری
کوه حجر و رؤوس‌الجبال شرقی واقع شده‌است.

## جمعیت
جمعیت روستا در حدود ۵۵ نفر (۱۰ خانوار) می‌باشند که از اهل سنت و مالکی مذهب هستند.
شغل عمدهٔ مردم روستا کشاورز است. بعضی از مردم نیز دام خانه‌ای نیز دارند.

## مناطق گردشگری
این روستا یکی از زیباترین روستاهای فجیره‌است، مخصوصاً در فصل زمستان وموسم باران و بهار، دره عظیمی از وسط روستا می‌گذرد که روستا به دوقسمت تقسیم نموده‌است. در فصل بهار وموسم باران وجریان آب در وادی مناظر جالبی به وجود آورده‌است، بنابراین گردشگران در این مواسم در اطراف این وادی خیمه و خرگاه برپاه می‌کنند و برای استراحت واستجمام به این ناحیه می‌آیند.